# Georges Michel (peintre)
Pour les articles homonymes, voir Georges Michel et Michel.
Ne doit pas être confondu avec Michel Georges-Michel.

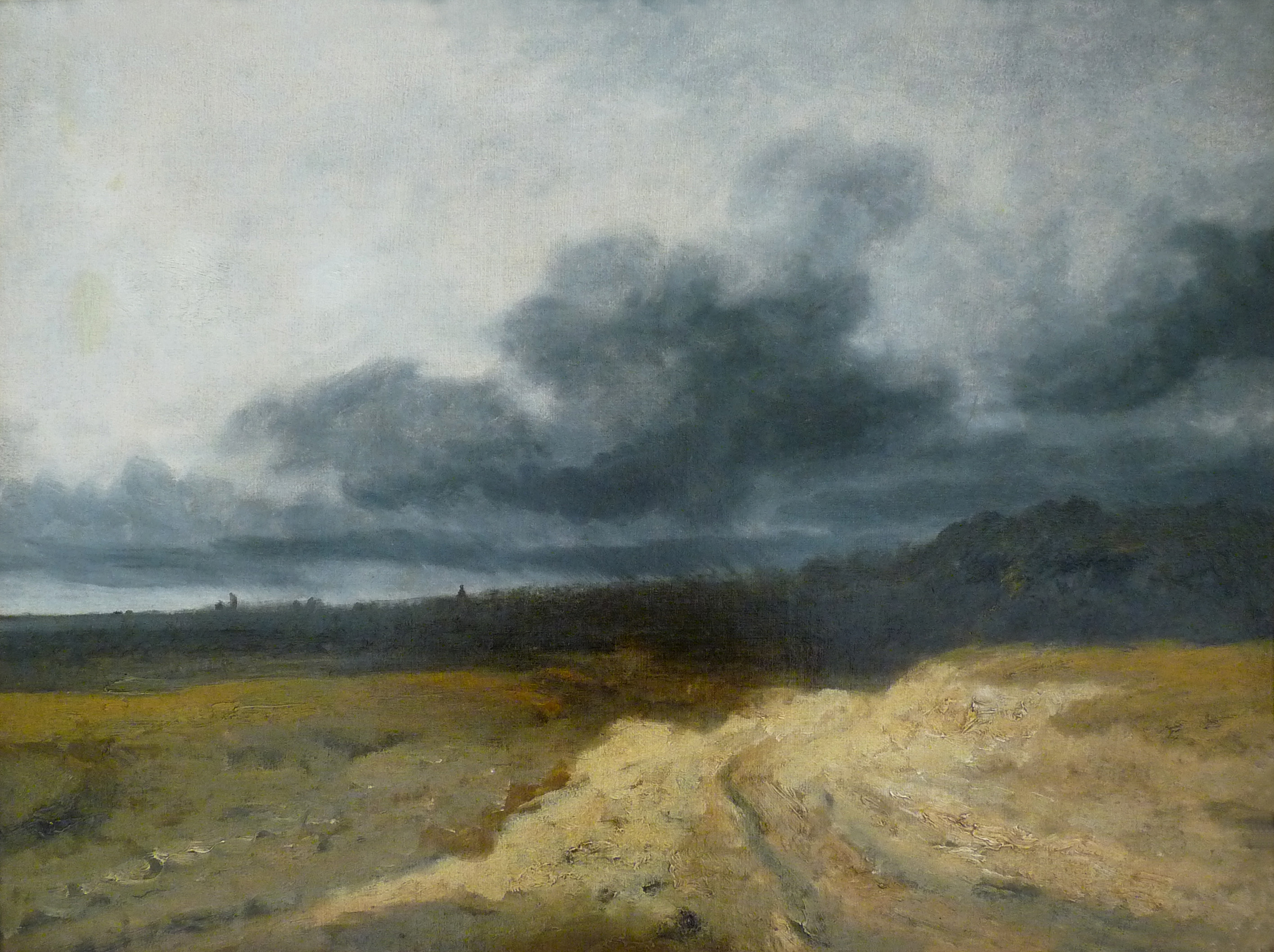
L'Orage, musée des beaux-arts de Strasbourg.

Georges Bernard Michel né à Paris le 12 janvier 1763 et mort dans la même ville le 8 juin 1843 est un peintre paysagiste français.
Il fut surnommé « le Ruysdael de Montmartre ».

## Biographie
Fils d'un employé des Halles de Paris, Georges Michel, étudie la peinture auprès du peintre d'histoire Leduc de l'Académie de Saint-Luc grâce à la protection du fermier général de Chalue. Il est l'élève de Carle Vernet, puis devient ensuite celui de Nicolas Antoine Taunay et commence à gagner sa vie en enseignant le dessin.
En 1783, il est cavalier dans le régiment de hussards de Bercheny. En 1789, il suit en Allemagne Antoine-Louis-Marie de Gramont, duc de Guiche, et fait la connaissance de Jean-Baptiste-Pierre Lebrun qui va lui permettre de gagner sa vie. C'est en effet par le truchement du mari d'Élisabeth Vigée Le Brun, marchand de tableaux réputé, qu'il va travailler comme restaurateur et copiste de paysages hollandais, tout en produisant un œuvre personnel qui l'institue comme un des premiers peintres de Montmartre. Il aurait travaillé pour Jacques François Joseph Swebach-Desfontaines et Jean-Louis de Marne.
En 1789, il se marie et a cinq enfants. Georges Michel épouse en secondes noces Anne-Marie Claudier-Vallier. Puis il s'unit en troisièmes noces à celle qui sera sa veuve et gardera l'atelier de la rue Bréda.
Il commence à être soulagé des soucis matériels à partir de 1810 en bénéficiant de la générosité du baron d'Ivry.
Il expose ses œuvres au Salon de 1796 à 1814.
Frappé de paralysie, Georges Michel meurt le 7 juin 1843 à Paris, où il est inhumé au cimetière du Montparnasse. En 1848, le directeur de l'École des beaux-arts de Paris, Charles Blanc, et Paul Lacroix (1806-1884) lancent une souscription publique en faveur de la veuve de l'artiste et rendent un hommage à ce peintre en le surnommant le « Ruisdael français ».

## Œuvre
Georges Michel consacre l'essentiel de son art à représenter les paysages encore ruraux et les moulins de la Butte Montmartre ainsi que leurs environs, dans une manière influencée à la fois par les maîtres hollandais du paysage (Jacob van Ruisdael (1628/1629-1682), Meindert Hobbema (1638-1709), Jacob Huysmans (en) (1633-1696) et Rembrandt (1606-1669)), et par le romantisme, comme le souligne Théophile Thoré-Bürger (1807-1869), son premier biographe, qui le compare dans Le Constitutionnel sous le titre « Histoire de Michel, peintre excentrique », à ces trois grands premiers peintres hollandais du XVIIe siècle. 
Griffonnant ses dessins sur le motif en y insérant des figures en mouvement, il est un précurseur de l'École de Barbizon. Il puise son inspiration en forêt de Fontainebleau avec Lazare Bruandet (1755-1804), ou encore à Romainville, ainsi que dans la Plaine Saint-Denis, à Saint-Ouen et à Montmartre.
Son œuvre est divisée en trois périodes : la première sous l'influence de son maître et ses proches contemporains, la deuxième influencée par les maîtres hollandais, et la troisième où sa technique devient plus libre et rapide. Il pratique également l'aquarelle. À partir de 1821, il cesse volontairement d'exposer ses œuvres, mais continue à peindre régulièrement jusqu'à sa mort.
- Paysage avec moulins à vent (1790–1795), huile sur panneau, 47 × 61 cm, Sheffield Galleries[10]
- Chaumière à la lisière d'un bois, (vers 1795), huile sur toile, 51,7 x 70,2 cm, Musée des Beaux-Arts de Reims[11].
- L'Orage. Animaux allant à l'abreuvoir (1791), huile sur bois, 39 × 56 cm, Musée d'Arts de Nantes[12]
- La Haye, Collection Mesdag Trois moulins à vent (1814-1843), huile sur papier sur toile, 50 × 69 cm, La Haye, Collection Mesdag[13]
- Le Moulin de Montmartre (vers 1820), huile sur toile, New York, Metropolitan Museum of Art[14]
- Paysage (vers 1820), huile sur toile, 28 × 36 cm, Musée des Beaux-Arts de Rennes[15]
- Le Moulin d'Argenteuil (1830), huile sur toile, 100 × 87 cm, Musée des Beaux-Arts de Pau[16]
- L'Orage (1830), huile sur toile, 48 × 63 cm, Musée des Beaux-Arts de Strasbourg[17]
- Paysage avec fermes (1830-1843), huile sur toile, 78 × 99 cm, Kelvingrove Art Gallery and Museum, Glasgow[18]
- Route en pleine campagne (1830-1840), huile sur toile, 58 × 71 cm, Le Havre, musée d'Art moderne André Malraux[19]
- La Plaine Saint-Denis (vers 1840),Saint-Denis (La Réunion), musée Léon-Dierx[20]
- La route tournante, Huile sur toile, 65 × 95 cm, avant 1843, musée des Beaux-Arts de Gaillac.

Peintures à l'huile
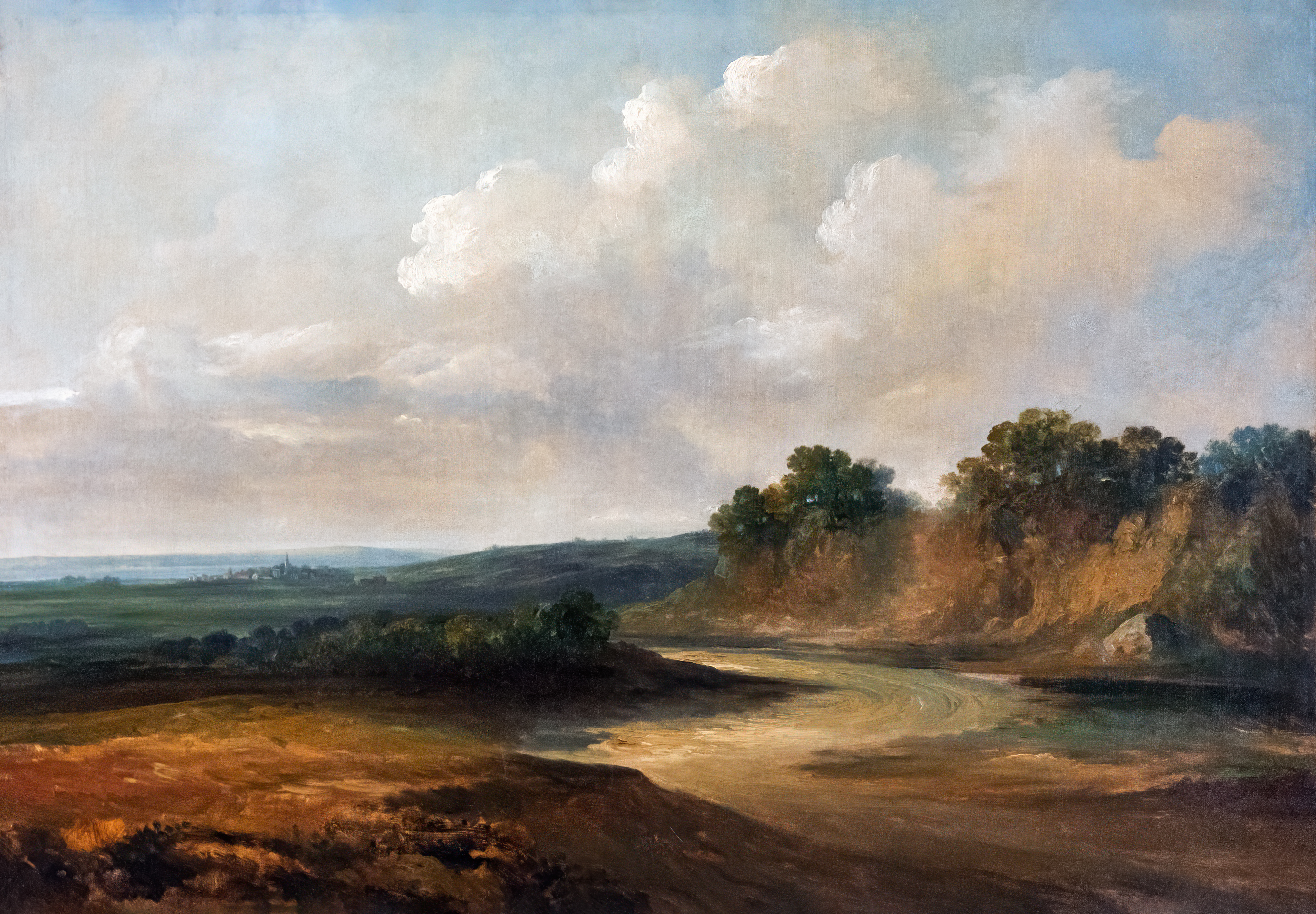
La route tournante - musée des Beaux-Arts de Gaillac
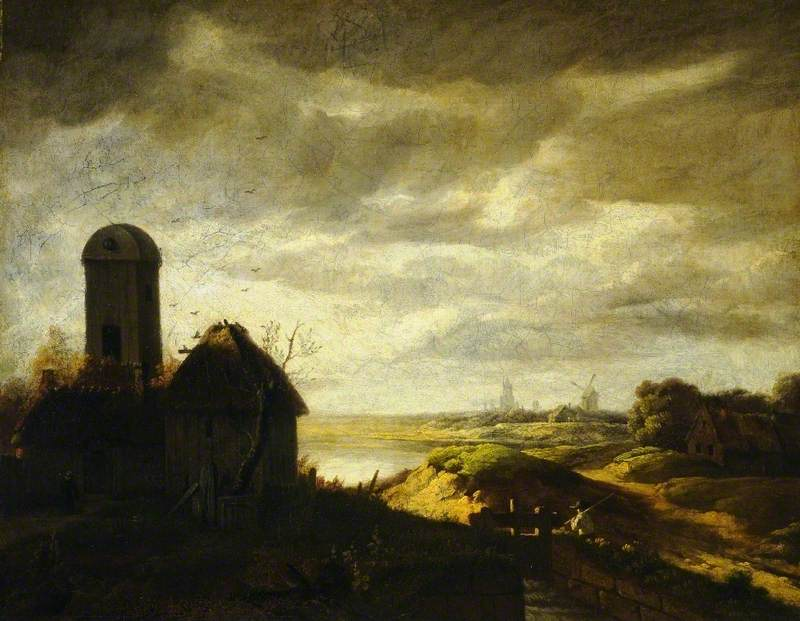
Paysage avec moulins à vent (1790–1795) Sheffield Galleries
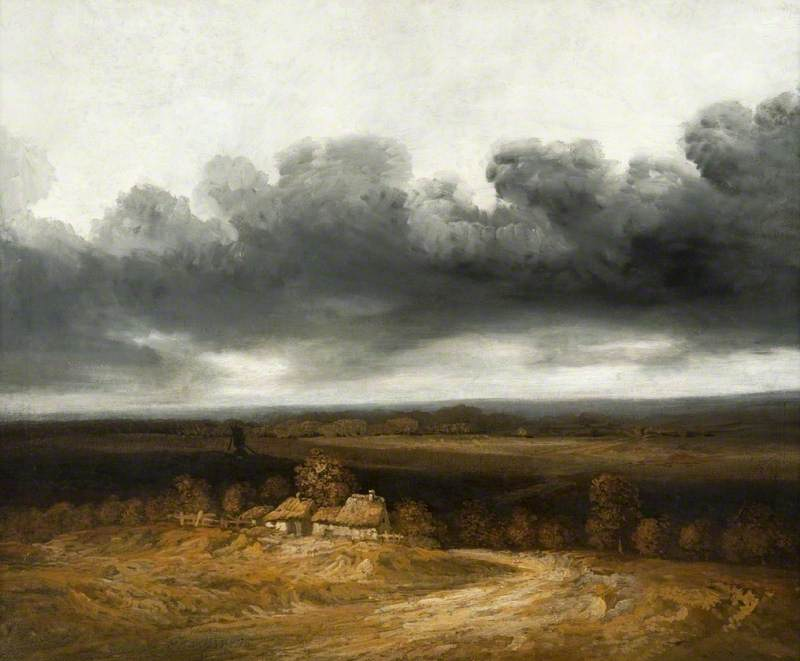
Paysage avec fermes (1830-1843) Kelvingrove art Gallery
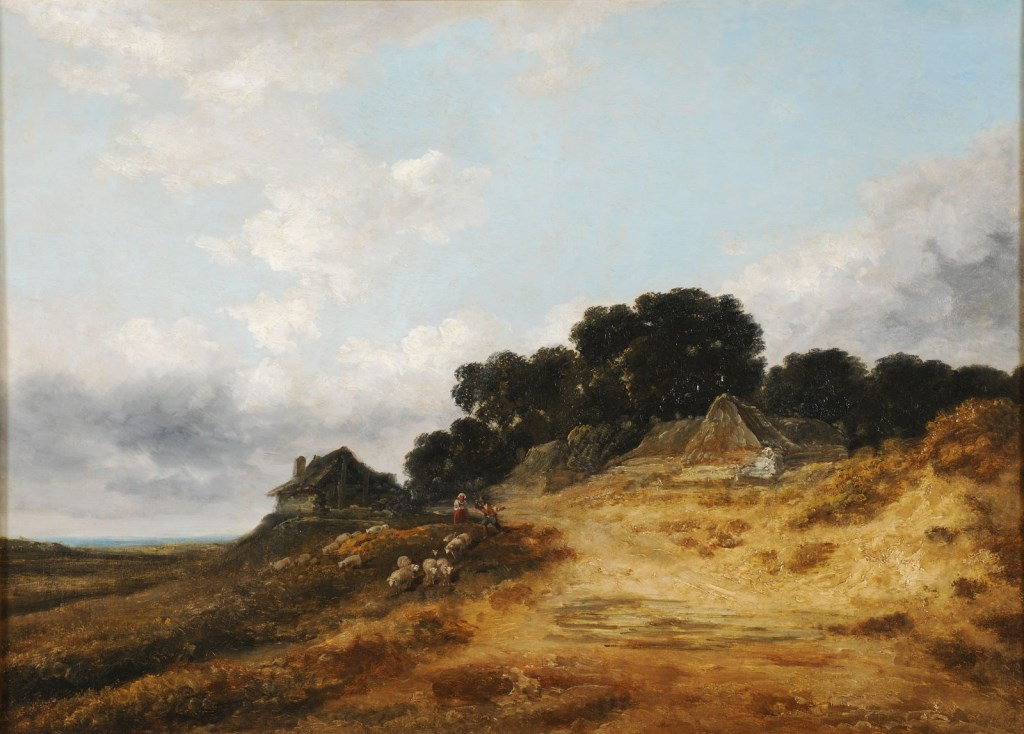
Chaumière à la lisière d'un bois, (vers 1795), musée des Beaux-Arts de Reims.

Dates non documentées

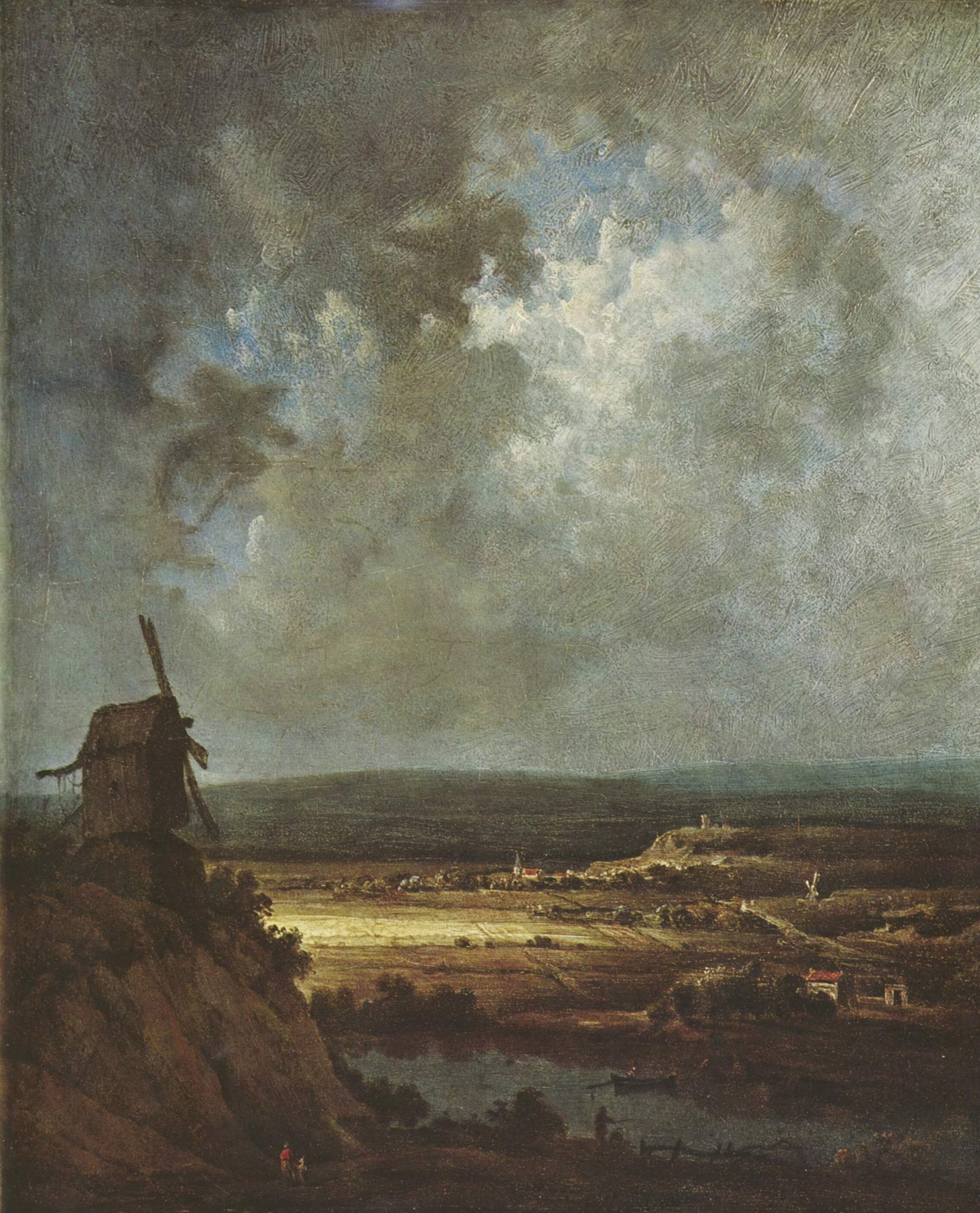
Paysage au moulin, Londres, Victoria and Albert Museum.

- Aux environs de Montmartre, huile sur toile, 64 × 180 cm, musée d'Orsay[21]
- Paysage, huile sur toile, 77 × 98 cm, Palais des Beaux-Arts de Lille[22]
- Moulin à Montmartre, avant l'orage, huile sur toile, 57 × 75 cm, Musée du Louvre[23]
- Intérieur de forêt, ou Arbre coupé en travers d'une route de forêt, huile sur toile, 64 × 179 cm, Paris, musée du Louvre[24]
- Paysage, huile sur toile, 53 × 68 cm, Musée des Beaux-Arts de Bordeaux[25]
- Moulin et coup de vent d'orage, huile sur carton, 23 × 129 cm, Musée des Beaux-Arts de Valenciennes[26]
- Paysage aux environs de Paris, huile sur toile, 16 × 21 cm, Musée des Beaux-Arts de Chambéry[27]
- Paysage, La Fère, musée Jeanne d'Aboville[28]
- Vue de Meaux, huile sur toile, 57 × 80 cm, musée national de Cardiff[29]
- Paysage, huile sur toile, 64 × 80 cm, Manchester Art Gallery[30]
- Paysage avec des pêcheurs à l'embouchure d'une rivière, huile sur toile, 51 × 67 cm, Ashmolean Museum, Oxford[31]

Peintures à l'huile
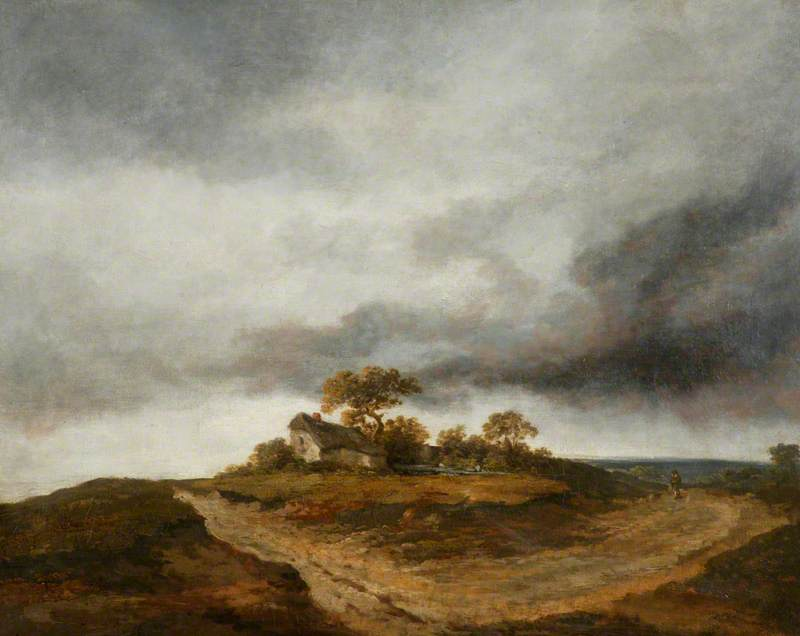
Paysage Manchester Art Gallery
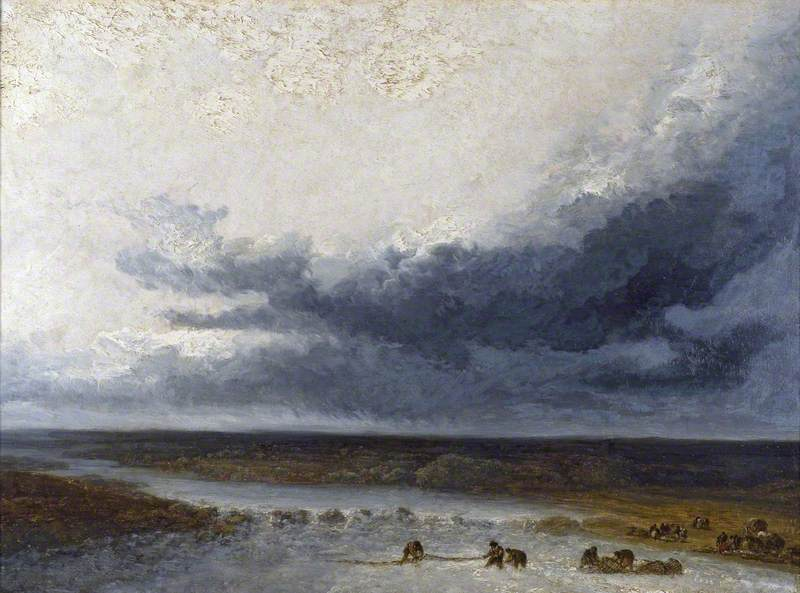
Paysage avec des pêcheurs Ashmolean Museum

A documenter
- Paysage au moulin, huile sur papier marouflée sur toile, 73 × 101 cm, Aix-les-Bains, Musée Faure (Aix-les-Bains).
- Paysage au chasseur, huile sur toile, 61,9 × 77,7 cm, Musée des Beaux-Arts de Brest
- Paysage d'automne, huile sur toile, 75,3 × 92,4 cm, Musée des Beaux-Arts de Brest
- Paysage animé de figues, Dijon, musée Magnin
- La Plaine, Dijon, musée Magnin
- L'Orage sur la vallée de la Seine, huile sur papier marouflée sur toile, Musée des Beaux-Arts de Lyon
- La Plaine, huile sur bois, Musée des Beaux-Arts de Lyon
- Le Moulin, huile sur papier marouflée sur toile, Musée des Beaux-Arts de Lyon
- La Colline de Montmartre, huile sur papier, 66 × 94 cm, Moulins, musée Anne-de-Beaujeu
- La Plaine Saint-Denis, Paris, musée Carnavalet
- La Plaine Saint-Denis (vers 1830), trois tableaux, Sceaux, musée du Domaine départemental
- L'Orage, vers 1840, huile sur toile, musée d'Art de Toulon

## Expositions
- 1847, Paris, boulevard Bonne-Nouvelle.
- 1861, Paris, exposition boulevard des Italiens, sept tableaux.
- 1927, Paris, galerie Charpentier, 113 peintures, dessins et aquarelles exposées en hommage posthume.
- 1938, Paris, galerie Guy Stein, 2, rue de la Boétie, « Rétrospective Georges Michel ».
- Du 19 juin au 20 octobre 2010, musée des Beaux-Arts de Lyon, « Un siècle de paysages, le choix d'un amateur », huit œuvres de Georges Michel.
- Du 6 octobre 2017 au 7 janvier 2018, monastère de Brou, puis fin janvier à la Fondation Custodia à Paris : « Georges Michel, le paysage sublime », 58 œuvres[32].
- Du 27 janvier au 28 avril 2018, Le paysage sublime : Georges Michel, Paris, Fondation Custodia[33].